# Josep Fèlix Escudero
Josep Fèlix Escudero es un escritor y periodista español. 
Nacido en Adzaneta, poco después de nacer se desplaza con su familia a Burriana. Estudia el bachillerato en un instituto a cargo de los Salesianos, en la ciudad de Valencia, y viaja a Madrid para estudiar Derecho, aunque acaba la carrera en Valencia.
Comienza a escribir poesía en castellano, aunque posteriormente se decanta por la utilización del catalán en su labor creativa. Aunado a sus intereses artísticos, Josep Escudero se interesa también por la recuperación del catalán y de su tradición literaria.

## Obras
- Paraula de Miquel (1978).
- Libertad Provisional (1983).
- Discursos de salvació (1984).
- Burriana a la luz (1985).
- Presagi del Tacte (2001)

### Traducción
- Anxos en tempos de chuvia (Miguel Vázquez Freire, traducido al castellano).